# سمکا رندال
سمکا رندال (انگلیسی: Semeka Randall؛ زادهٔ ۷ فوریهٔ ۱۹۷۹) بازیکن بسکتبال اهل ایالات متحده آمریکا است.
وی در مسابقات کشوری و بین‌المللی در مجموع برندهٔ ۲ مدال طلا، ۱ مدال نقره شده‌است.